# Заболоття (Шептицький район)
За́болоття — село в Україні, у Шептицькому районі Львівської області. Населення становить 695 осіб. Село розташоване в західній частині району, на відстані 70 км від обласного центру — м. Львова і 16,5 км від районного центру — м. Шептицький.

## Населення

### Мова
Розподіл населення за рідною мовою за даними перепису 2001 року:
| Мова       | Кількість | Відсоток |
| ---------- | --------- | -------- |
| українська | 823       | 100%     |

## Постаті
- Малімон Ярослав Григорович (1978—2022) — старший солдат Збройних сил України, учасник російсько-української війни.